# 김오남
김오남(金午男, 1906년 4월 14일~1996년 2월 29일)은 일제강점기와 대한민국의 시인이며, 대한민국의 시조 작가 겸 대학 교수이자, 언론인 겸 교육인이다. 대한민국 여성 문학가 1세대로 일컬어진다.
대한제국의 경기도 연천군 남면의 제법이나 부유한 농가에서 출생한 그녀는 시인 김상용의 누이동생이다. 진명여자고등보통학교를 졸업한 뒤 일본에 유학하여 1928년 니혼 여자전문학교 영어학과에서 전문학사 학위 취득을 하였다.
1925년에서부터 어언 5년 동안 순수 시를 썼으며, 1928년에서부터 1931년까지는 《삼천리(三千里)》라는 잡지의 기자로도 활동하였고, 1930년부터 시조를 써오던 그녀가 문단에 본격적으로 데뷔한 것은 1932년이다. 〈시조 13수〉 등  시조를 발표하며 등단한 뒤, 시집(시조집)으로 《김오남시조집》(1953), 《심영(心影)》(1956), 《여정》(1960) 등을 내놓았다. 현대 시조시인 가운데 최초의 여성 작가로 꼽힌다.
인생 전반에 대한 관조적 시선과 유교 사상을 기반으로 주로 삶에 대한 관념적인 내용을 다룬다. 인생의 허무함을 노래하는 〈하루살이〉의 "청춘이 어제런 듯 백발이 희었고나/ 얼마만 지나면 백골만 남을 인생" 등의 시구에서 이런 점을 느낄 수 있다.
처음에는 순수 시문학가였지만 결국 시조 작가로 전향하였으며 조선프롤레타리아예술가동맹의 경향파 시에 맞서며 순수문학 성향 시조 계열에 몸담았다. 숙명론적 세계관과 관념 공간에 대한 지나친 집착으로 현실도피적이라는 평가도 있다. 주로 한문투의 시어를 많이 사용하였으며, 여성 작가다운 세밀하고 은은한 시선 등을 보여주었다.
모교인 진명여자고등학교(1947년~1954년)와 수도여자고등학교(1954년~1957년)에서 교사로 오래 근무하였고, 일제강점기 시절이던 1928년에서부터 1931년까지는 《삼천리(三千里)》라는 잡지의 기자로도 활동했다.

## 트리비아
그녀는 전숙희, 이영도, 손소희, 조경희, 박화성, 노천명, 장덕조, 모윤숙, 최정희 등과 함께 대한민국 여성 문학가 1세대로 일컬어진다.

## 같이 보기
- 김상용

## 참고 자료
- 박제천 (1998년 2월 1일). 〈여성 시인들〉. 《한국의 명시를 찾아서》. 서울: 문학아카데미. ISBN 8940040058.